# Banque centrale de Bosnie-Herzégovine
La Banque centrale de Bosnie-Herzégovine (en bosnien et croate: Centralna Banka Bosne i Hercegovine;  en serbe: Централна банка Босне и Херцеговине) est l'institution monétaire de la Bosnie-Herzégovine.

## Histoire
La Banque centrale de Bosnie-Herzégovine a été créée conformément à la loi adoptée par l'Assemblée parlementaire de Bosnie-Herzégovine le 20 juin 1997. Elle a commencé ses opérations le 11 août 1997.
La Banque centrale de Bosnie-Herzégovine maintient la stabilité monétaire en émettant de la monnaie nationale conformément au système de caisse d'émission avec une couverture complète en fonds de change librement convertibles dans le cadre du taux de change fixe (1 BAM : 0,51129 EUR).

## Bâtiment
Le bâtiment dans lequel se trouve actuellement la banque centrale a été construit en 1929 selon des plans de l'architecte Milan Zloković ; il est inscrit sur la liste des monuments nationaux de Bosnie-Herzégovine.

## Présidents
| Rang | Nom               | Mandat                            |
| ---- | ----------------- | --------------------------------- |
| 1er  | Peter Nicholl     | (20 juin 1997 – 31 décembre 2004) |
| 2e   | Kemal Kozarić     | (1er janvier 2005 – 11 août 2015) |
| 3e   | Senad Softić      | (11 août 2015 – 3 janvier 2024)   |
| 4e   | Jasmina Selimović | (3 janvier 2024 – présent)        |